# 웹스케일SQL
웹스케일SQL(WebScaleSQL)은 MySQL의 프로덕션 레디(production-ready) 커뮤니티 릴리스의 소프트웨어 브랜치로서 만들어진 오픈 소스 관계형 데이터베이스 관리 시스템(RDBMS)이다. 일부 기업들의 노력을 하나로 합쳐 MySQL에 다양한 변경사항과 새로운 기능을 통합함으로써 웹스케일SQL은 대량의 데이터와 수많은 데이터베이스 서버를 동반하는 대형 환경에서 MySQL의 배치(deployment)로부터 발생되는 다양한 요구를 충족시키는 것을 목표로 하였다.
웹스케일SQL의 소스 코드는 깃허브에 호스팅되어 있으며 GNU GPL 버전 2로 라이선스된다.
이 프로젝트 웹사이트는 2016년 12월 회사들이 더 이상 프로젝트에 기여하지 않을 것이라고 발표하였다.

## 기여의 중단
2016년 12월, 웹스케일SQL 웹사이트는 원래 프로젝트 협업에 수반된 회사들(페이스북, 구글, 링크드인, 트위터, 알리바바)이 더 이상 프로젝트에 기여하지 않을 것이라고 발표하였다. 이 발표는 여러 기업의 요구사항의 차이로 인한 것이다.